# Euphorbioideae
Le Euforbioidee (Euphorbioideae Beilschm.) sono una sottofamiglia delle Euforbiacee.
Come per le sottofamiglie Acalyphoideae e Crotonoideae i fiori femminili hanno ovario uniovulare.

## Tassonomia
La sottofamiglia comprende i seguenti generi e tribù:
- Tribù Euphorbieae Dumort.
  - Sottotribù Anthosteminae G.L.Webster
    - Anthostema A.Juss.
    - Dichostemma Pierre

  - Sottotribù Euphorbiinae Griseb.
    - Euphorbia L.

  - Sottotribù Neoguillauminiinae 
    - Calycopeplus Planch.
    - Neoguillauminia Croizat
- Tribù Hippomaneae A.Juss. ex Spach
  - Sottotribù Carumbiinae Müll.Arg.
    - Homalanthus A.Juss.

  - Sottotribù Hippomaninae Griseb.
    - Actinostemon Mart. ex Klotzsch
    - Adenopeltis Bertero ex A.Juss.
    - Anomostachys (Baill.) Hurus.
    - Balakata Esser
    - Bonania A.Rich.
    - Colliguaja Molina
    - Conosapium Müll.Arg.
    - Dalembertia Baill.
    - Dendrocousinsia Millsp.
    - Dendrothrix Esser
    - Ditrysinia Raf.
    - Excoecaria L.
    - Falconeria Royle
    - Gradyana Athiê-Souza, A.L.Melo & M.F.Sales
    - Grimmeodendron Urb.
    - Gymnanthes Sw.
    - Hippomane L.
    - Incadendron K.Wurdack & Farfán
    - Mabea Aubl.
    - Maprounea Aubl.
    - Microstachys A.Juss.
    - Neoshirakia Esser
    - Pleradenophora Esser
    - Pseudosenefeldera Esser
    - Rhodothyrsus Esser
    - Sapium P.Browne
    - Sclerocroton Hochst.
    - Sebastiania Spreng.
    - Senefeldera Mart.
    - Senefelderopsis Steyerm.
    - Shirakiopsis Esser
    - Spegazziniophytum Esser
    - Spirostachys Sond.
    - Stillingia L.
    - Triadica Lour.
- Tribù Hureae Dumort.
  - Algernonia Baill.
  - Hura L.
  - Ophthalmoblapton Allemão
- Tribù Pachystromateae Reveal
  - Pachystroma Müll.Arg.
- Tribù Stomatocalyceae G.L.Webster
  - Hamilcoa Prain
  - Nealchornea Huber
  - Pimelodendron Hassk.
  - Plagiostyles Pierre